# Mary Roberts Rinehart

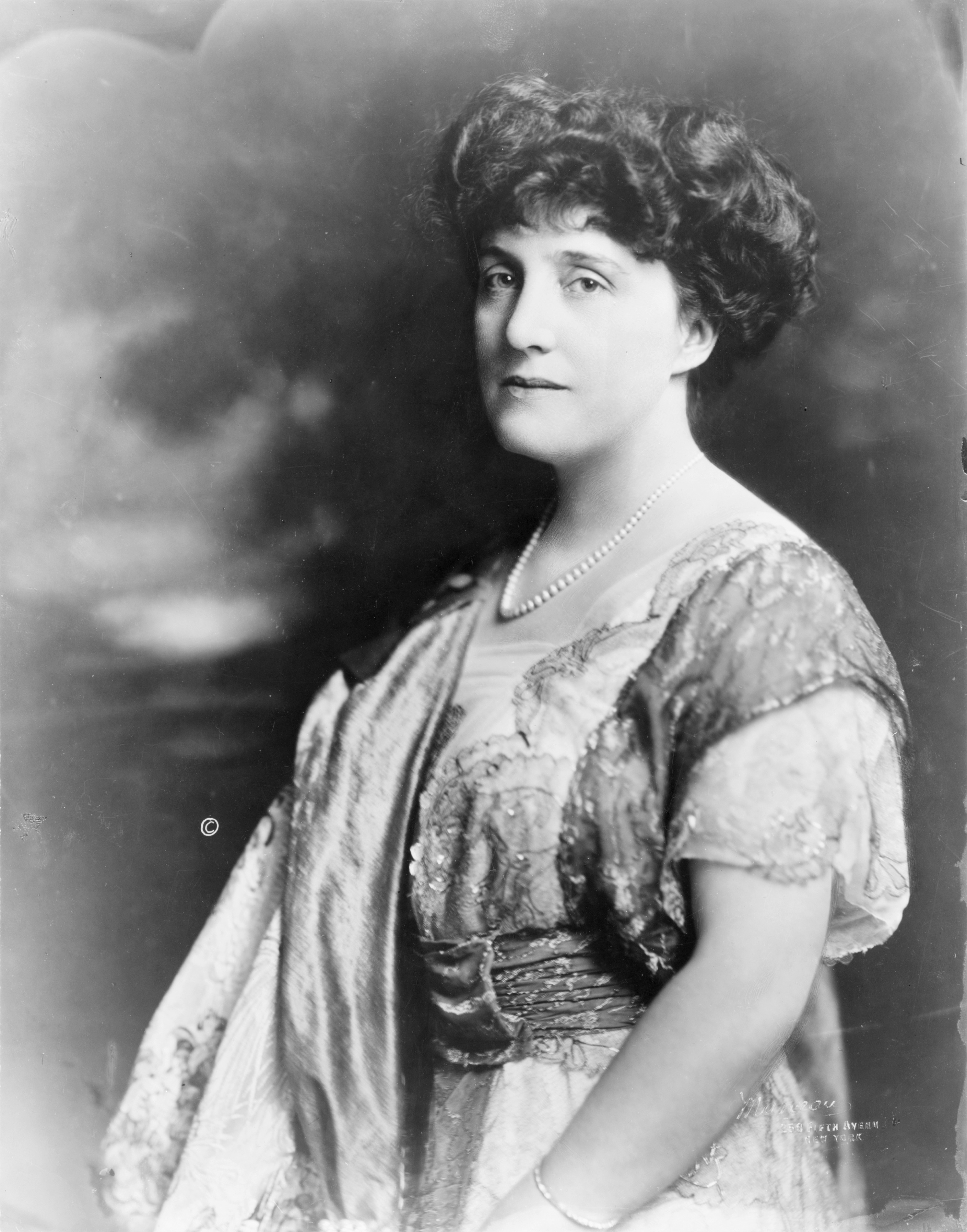
Mary Roberts Rinehart.

Mary Roberts Rinehart, född 12 augusti 1876 i Pittsburg, död 22 september 1958 i New York, USA, var en berömd amerikansk författare av deckare. Hon började skriva för att förbättra familjens ekonomi och hennes första deckare "The man in lower ten" publicerades först som följetong 1907.
Mary Roberts Rinehart anses vara upphovskvinna till Hade-jag-bara-vetat,så-skolan och har fått många efterföljare. Många kritiserade detta sätt att skriva deckare, men andra uppskattade att hon skildrade miljö och personer mer omsorgsfullt än som i den tidens deckare.

## Böcker översatta till svenska
- The circular staircase (1908)
  - Spiraltrappan (översättning S. S., Åhlén & Åkerlund, 1912)
  - Spiraltrappan (översättning Eva Wahlenberg, B. Wahlström, 1912)
  - Spiraltrappan (översättning Josef Almqvist och Ernst Larsson, Saxon & Lindström, 1940)

- Vita katten (översättning Petrus Hedberg, Nordiska förlaget, 1912) (The window at The white cat)
- Den levande döde (översättning O. D., Dahlberg, 1914)
- Sovvagnsplatsen n:o 10 (översättning Ernst Malm, Västra Sverige, 1914) (The man in lower ten)
- Då man gifter sig (översättning E. Wahlenberg, Nordiska förlaget, 1915)
- "K" (översättning Signild Wejdling, Bonnier, 1916) (K, 1915)
- Ett äventyr på en lustjakt (översättning M. Isberg, Dahlberg, 1918)
- Sjustjärnegatan (översättning Signild Wejdling, Bonnier, 1918) (Street at Seven stars, 1914)
- Vem var han? (anonym översättning?, Svenska Dagbladet, 1924)
- Den röda lampan (okänd översättare, Bonnier, 1927) (The red lamp, 1925)
- Nomadernas land (översättning Jenny Jusélius, Bonnier, 1927) (Nomad's land, 1926)
- Flädermusen (översättning Louis Renner, Beckman, 1927) (The bat, 1920, tills. med Avery Hopwood)
- Döden har bråttom (översättning Rolf Wiesler, Bonnier, 1936) (The album, 1933)
- Det spökar hos Mrs. Fairbanks (översättning Lisbeth Renner, Bonnier, 1944) (Haunted lady, 1942)
- Gula rummet (översättning Lisbeth och Louis Renner, Bonnier, 1947) (The yellow room, 1945)
- Simbassängen (översättning Carl Sundell, Bonnier, 1954) (The swimming pool, 1952)
- På kryss med döden (översättning Louise Bibin, Wennerberg, 1982) (The after house: a story of love, mystery and a private yacht, 1914)

## Filmatiseringar, urval
- Flädermusen
  - 1915 "The Bat" (svart/vit, stumfilm)
  - 1926 "The Bat" (svart/vit)
  - 1930 "The Bat Whispers" (svart/vit)
  - 1953 "The Bat" TV-avsnitt i "The Broadway Television Theatre"
  - 1959 "The Bat" (svart/vit) med bland andra Vincent Price
  - 1960 "The Bat" (TV-avsnitt i "Dow Hour of Great Mysteries")

- Spiraltrappan
  - 1915 "The Circular Staircase" (svart/vit, stumfilm)
  - 1956 "The Circular Staircase" (TV-avsnitt i "Climax")

- Miss Pinkerton
  - 1932 Miss Pinkerton (svart/vit)
  - 1941 The Nurse's Secret (svart/vit)

- Kvinnotämjaren 1931 (I Take This Woman) med Gary Cooper och Carole Lombard